# Anthony Elanga
Anthony David Junior Elanga (* 27. dubna 2002 Malmö) je švédský profesionální fotbalista, který hraje na pozici křídelníka či útočníka za anglický klub Newcastle United FC a za švédský národní tým.

## Klubová kariéra
Elanga začal svoji fotbalovou kariéru v akademiích švédských klubů IF Elfsborg a Malmö FF. V roce 2014 se Elangova rodina přestěhovala do anglického Manchesteru. Elanga začal hrát za místní klub Hattersley a ve věku 12 let se přesunul do akademie Manchesteru United.

### Manchester United
Svoji první profesionální smlouvu Elanga podepsal v březnu 2021. V klubu debutoval 11. května v ligovém zápase proti Leicesteru City. Elanga se objevil v základní sestavě a v 66. minutě byl vystřídán Marcusem Rashfordem při prohře 2:1.
Elanga vstřelil svůj první gól v A-týmu v posledním kole sezóny 2021/22 v zápase protiWolverhamptonu Wanderers při výhře 2:1.
Elanga vstřelil svůj druhý ligový gól v kariéře 19. ledna 2022 při výhře 3:1 nad Brentfordem. 4. února neproměnil Elanga svůj pokutový kop v penaltovém rozstřelu čtvrtého kola FA Cupu proti Middlesbrough, a tak The Reds ze soutěže vypadli. 23. února vstřelil Elanga svůj první gól v evropských pohárech, když se prosadil v osmifinále Ligy mistrů do sítě Atlética Madrid při remíze 1:1.

## Reprezentační kariéra
Elanga byl poprvé nominován do švédské reprezentace v březnu 2022 na zápas play off o mistrovství světa proti Česku.

## Statistiky
K 15. březnu 2022
| Klub              | Sezóna  | Liga           | Liga   | Liga | FA Cup | FA Cup | EFL Cup | EFL Cup | Evropské poháry | Evropské poháry | Celkem | Celkem |
| Klub              | Sezóna  | Liga           | Zápasy | Góly | Zápasy | Góly   | Zápasy  | Góly    | Zápasy          | Góly            | Zápasy | Góly   |
| ----------------- | ------- | -------------- | ------ | ---- | ------ | ------ | ------- | ------- | --------------- | --------------- | ------ | ------ |
| Manchester United | 2020/21 | Premier League | 2      | 1    | 0      | 0      | 0       | 0       | 0               | 0               | 2      | 1      |
| Manchester United | 2021/22 | Premier League | 12     | 2    | 2      | 0      | 1       | 0       | 3               | 1               | 18     | 3      |
| Celkem            | Celkem  | Celkem         | 14     | 3    | 2      | 0      | 1       | 0       | 3               | 1               | 20     | 4      |